# Северна земља (филм)
Северна земља (енгл. North Country; 21. октобар 2005) је амерички филм који је режирала Ники Каро.

## Улоге
- Шарлиз Трон — Џози Ејмс
- Франсес Макдорманд — Глори
- Сиси Спејсек — Алис Ејмс
- Шон Бин — Кајл
- Вуди Харелсон — Бил Вајт
- Ричард Џенкинс — Ханк Ејмс
- Џереми Ренер — Боби Шарп
- Томас Кертис — Семи Ејмс
- Мишел Монахан — Шери

## Зарада
- Зарада у САД — 18.337.722 $
- Зарада у иностранству — 6.873.453 $
- Зарада у свету — 25.211.175 $